# ボルナン
ボルナン (bornane) またはカンファン (camphane) は、ノルボルナンにメチル基を3つ付加した骨格を持つ化合物である。
ボルナンやその関連化合物が抽出されるクスノキが生育するボルネオ島にちなんで名づけられた。